# Turó de l'Ós
El Turó de l'Ós és una muntanya de 672 metres que es troba entre els municipis de Matadepera i de Terrassa, a la comarca del Vallès Occidental.